# Arenal d'en Moro
S'Arenal d'en Moro és, juntament amb els Tamarells, una de les platges de l'illa d'en Colom. Està situada a la costa oest de l'illot, protegida del vent de tramuntana. L'arena és relativament fina per ser una platja de la costa nord-est de Menorca cosa que la fa, juntament amb unes aigües cristal·lines, una platja paradisíaca. Aquesta platja forma part del Parc Natural de s'Albufera des Grau. L'accés és exclusivament marítim.

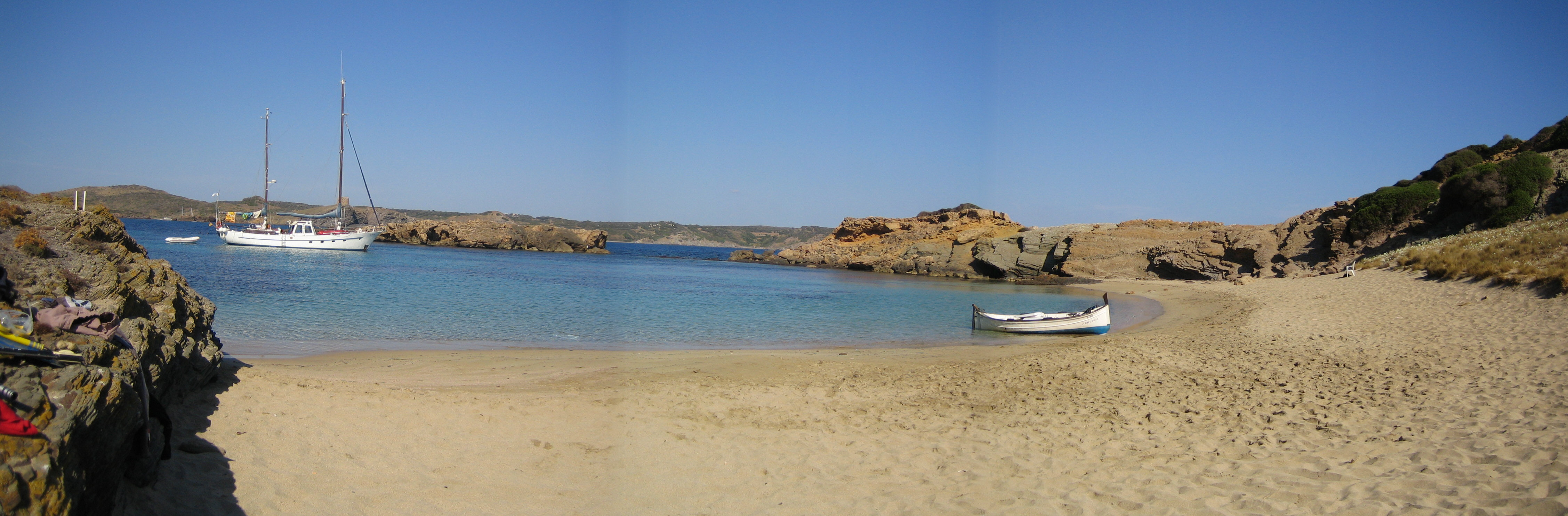
Panoràmica de s'Arenal d'en Moro